# Champions Trophy de hockey sobre césped femenino de 2001
La 9.ª edición del Champions Trophy femenino se llevó a cabo en el Wagener Stadium de Amstelveen, Holanda, desde el sábado 18 al domingo 26 de agosto de 2001. Las seis selecciones nacionales que participaron fueron Argentina, Australia, China, España, Holanda y Nueva Zelanda.

## Planteles

### Argentina
| - ( 1.) Mariela Antoniska - ( 3.) Magdalena Aicega - ( 4.) Inés Arrondo - ( 5.) Anabel Gambero - ( 6.) Ayelén Stepnik - ( 7.) Alejandra Gulla - ( 8.) Luciana Aymar | - ( 9.) Vanina Oneto - (10.) Jorgelina Rimoldi - (11.) Karina Masotta - (12.) Mariana González Oliva - (13.) Laura Maiztegui - (14.) Mercedes Margalot - (15.) María de la Paz Hernández | - (16.) Cecilia Rognoni - (18.) Paola Vukojicic - (19.) Mariné Russo - (24.) Claudia Burkart - Director Técnico Sergio Vigil |

### Australia
| - ( 2.) Louise Dobson - ( 3.) Karen Smith - ( 4.) Alyson Annan - ( 5.) Ngaire Smith - (10.) Bianca Netzler - (11.) Emily Halliday - (17.) Rachel Imison | - (18.) Kirsten Towers - (20.) Carmel Souter - (21.) Nina Bonner - (23.) Joanne Banning - (24.) Angie Skirving - (25.) Melanie Twitt - (26.) Megan Sargeant | - (28.) Julie Towers - (29.) Tammy Cole - (31.) Katrina Powell - (32.) Nikki Hudson - Director Técnico David Bell |

### ChinaChina
| - ( 1.) Nie Yali - ( 2.) Long Fengyu - ( 3.) Cheng Zhaoxia - ( 4.) Liu Lijie - ( 5.) Cheng Hui - ( 7.) Huang Junxia - ( 8.) Fu Baorong | - ( 9.) Li Shuang - (11.) Tang Chunling - (12.) Zhou Wanfeng - (15.) Hou Xiaolan - (16.) Zhou Li - (17.) Li Haihong - (19.) Chen Qiuqi | - (20.) Wang Jiuyan - (21.) Zhang Shuang - (22.) Li Aili - (23.) Ma Yibo - Director Técnico Kim Chang-back |

### EspañaEspaña
| - ( 1.) María Jesús Rosa Durán - ( 2.) Nuria Moreno - ( 4.) Begoña Larzabal - ( 5.) Mónica Rueda - ( 6.) Silvia Bonastre - ( 7.) María del Carmen Martín - ( 9.) Silvia Muñoz | - (10.) Lucía López - (11.) María del Mar Feito - (12.) Maider Tellería - (15.) Erdoitza Goikoetxea - (16.) Maider Luengo - (17.) Núria Camón - (18.) Ana Pérez | - (20.) Susanna González - (21.) Miriam Fábregas - (22.) Maite Garreta - (23.) Rebeca Piñeiro - Director Técnico Jack Holtman |

### Nueva ZelandaNueva Zelanda
| - (3.) Paula Enoka - (4.) Sandy Bennett - (5.) Rachel Sutherland - (6.) Meredith Orr - (7.) Anna Lawrence - (8.) Jaimee Provan - (9.) Carol Ward | - (10.) Lizzy Igasan - (11.) Michelle Turner - (12.) Mandy Smith - (14.) Suzie Pearce - (15.) Anne-Marie Irving - (16.) Helen Clarke - (17.) Caryn Paewai | - (18.) Diana Weavers - (19.) Leisen Jobe - (21.) Niniwa Roberts - Director Técnico Jan Borren |

### HolandaHolanda
| - ( 1.) Clarinda Sinnige - ( 2.) Lisanne de Roever - ( 3.) Macha van der Vaart - ( 4.) Julie Deiters - ( 5.) Fatima Moreira de Melo - ( 8.) Dillianne van den Boogaard - ( 9.) Florien Cornelis | - (10.) Mijntje Donners - (11.) Ageeth Boomgaardt - (12.) Kirsten de Groot - (13.) Minke Smabers - (14.) Ellis Verbakel - (15.) Janneke Schopman - (16.) Chantal de Bruijn | - (18.) Minke Booij - (19.) Aniek van Hees - (20.) Karlijn Petri - (21.) Maartje Scheepstra - Director Técnico Marc Lammers |

## Resultados
| 18 de agosto de 2001 12:00 |       |                                              |                                                     |
| China                      | 0 – 2 | Argentina                                    | Árbitros: Michele Arnold (AUS) Ayanna McClean (TRI) |
|                            |       | Luciana Aymar 15' (pc) Vanina Oneto 62' (pc) | Árbitros: Michele Arnold (AUS) Ayanna McClean (TRI) |

| 18 de agosto de 2001 14:30                   |       |                          |                                             |
| Países Bajos                                 | 2 – 1 | España                   | Árbitros: Ute Conen (GER) Lyn Farrell (NZL) |
| Mijntje Donners 21' (pc) Mijntje Donners 42' |       | Maider Tellería 27' (pc) | Árbitros: Ute Conen (GER) Lyn Farrell (NZL) |

| 18 de agosto de 2001 17:00 |       |                                                                                   |                                                  |
| Nueva Zelanda              | 1 – 5 | Australia                                                                         | Árbitros: Renée Cohen (NED) Kazuko Yasueda (JPN) |
| Mandy Smith 66' (pc)       |       | Julie Towers 2' Karen Smith 26' Karen Smith 30' Julie Towers 37' Nikki Hudson 60' | Árbitros: Renée Cohen (NED) Kazuko Yasueda (JPN) |

| 19 de agosto de 2001 14:30                              |       |                          |                                                  |
| Países Bajos                                            | 2 – 1 | Argentina                | Árbitros: Peri Buckley (AUS) Mónica Rivera (ESP) |
| Dillianne van den Boogaard 3' (pc) Minke Booij 27' (pc) |       | Alejandra Gulla 53' (pc) | Árbitros: Peri Buckley (AUS) Mónica Rivera (ESP) |

| 19 de agosto de 2001 17:00 |       |                                                          |                                               |
| China                      | 0 – 3 | Australia                                                | Árbitros: Ute Conen (GER) Jane Nockolds (ENG) |
|                            |       | Karen Smith 64' (pc) Nikki Hudson 68' Katrina Powell 69' | Árbitros: Ute Conen (GER) Jane Nockolds (ENG) |

| 19 de agosto de 2001 19:30 |       |                       |                                                        |
| España                     | 1 – 1 | Nueva Zelanda         | Árbitros: Michele Arnold (AUS) María Iparaguirre (ARG) |
| Mónica Rueda 17'           |       | Suzie Pearce 26' (pc) | Árbitros: Michele Arnold (AUS) María Iparaguirre (ARG) |

| 21 de agosto de 2001 14:30 |       |                                                   |                                                 |
| España                     | 1 – 3 | China                                             | Árbitros: Renée Cohen (NED) Peri Buckley (AUS)) |
| Nuria Moreno 44' 8pc)      |       | Fu Baorong 31' Li Aili 57' Tang Chunling 60' (pc) | Árbitros: Renée Cohen (NED) Peri Buckley (AUS)) |

| 21 de agosto de 2001 17:00                          |       |                 |                                                  |
| Argentina                                           | 2 – 1 | Australia       | Árbitros: Lyn Farrell (NZL) Kazuko Yasueda (JPN) |
| Mercedes Margalot 34' (pc) Cecilia Rognoni 50' (pc) |       | Nikki Hudson 6' | Árbitros: Lyn Farrell (NZL) Kazuko Yasueda (JPN) |

| 21 de agosto de 2001 19:00 |       |               |                                                        |
| Países Bajos | 6 – 0 | Nueva Zelanda | Árbitros: María Iparaguirre (ARG) Mónica Rivera (ESP)) |
| Ageeth Boomgaardt (pc) Kirsten de Groot Ageeth Boomgaardt (pc) Fatima Moreira de Melo Dillianne van den Boogaard (pc) Fatima Moreira de Melo |       |               | Árbitros: María Iparaguirre (ARG) Mónica Rivera (ESP)) |

| 22 de agosto de 2001 14:30                    |       |        |                                                |
| Argentina                                     | 2 – 0 | España | Árbitros: Michele Arnold (AUS) Ute Conen (GER) |
| Alejandra Gulla 9' (pc) Vanina Oneto 45' (pc) |       | \|}}   | Árbitros: Michele Arnold (AUS) Ute Conen (GER) |

| 22 de agosto de 2001 17:00 |       |       |                                                       |
| Nueva Zelanda              | 0 – 0 | China | Árbitros: María Iparaguirre (ARG) Peri Buckley (AUS)) |
|                            |       |       | Árbitros: María Iparaguirre (ARG) Peri Buckley (AUS)) |

| 22 de agosto de 2001 20:00                                              |       |                  |                                                 |
| Países Bajos                                                            | 3 – 1 | Australia        | Árbitros: Jane Nockolds (ENG) Lyn Farrell (NZL) |
| Ageeth Boomgaardt 11' (pc) Ageeth Boomgaardt 23' (pc) Minke Smabers 33' |       | Nikki Hudson 42' | Árbitros: Jane Nockolds (ENG) Lyn Farrell (NZL) |

| 24 de agosto de 2001 15:00                                              |       |               |                                                    |
| Argentina                                                               | 3 – 0 | Nueva Zelanda | Árbitros: Kazuko Yasueda (JPN) Mónica Rivera (ESP) |
| Cecilia Rognoni 6' (pc) Magdalena Aicega 25' (pc) Vanina Oneto 64' (pc) |       |               | Árbitros: Kazuko Yasueda (JPN) Mónica Rivera (ESP) |

| 24 de agosto de 2001 17:30 |       |                         |                                                     |
| España                     | 0 – 1 | Australia               | Árbitros: Renée Cohen (NED) María Iparaguirre (ARG) |
|                            |       | Joanne Banning 57' (pc) | Árbitros: Renée Cohen (NED) María Iparaguirre (ARG) |

| 24 de agosto de 2001 20:00                                                                  |       |       |                                              |
| Países Bajos                                                                                | 4 – 0 | China | Árbitros: Ute Conen (GER) Peri Buckley (AUS) |
| Macha van der Vaart 9' Kirsten de Groot 36' Ageeth Boomgaardt 52' (pc) Kirsten de Groot 63' |       |       | Árbitros: Ute Conen (GER) Peri Buckley (AUS) |

## Tabla de posiciones
| Pos | Equipo        | Puntos | PJ | G | E | P | GF | GC | D/G |
| --- | ------------- | ------ | -- | - | - | - | -- | -- | --- |
| 1.  | Holanda       | 15     | 5  | 5 | 0 | 0 | 17 | 3  | +14 |
| 2.  | Argentina     | 12     | 5  | 4 | 0 | 1 | 10 | 3  | +7  |
| 3.  | Australia     | 9      | 5  | 3 | 0 | 2 | 11 | 6  | +5  |
| 4.  | China         | 4      | 5  | 1 | 1 | 3 | 3  | 10 | -7  |
| 5.  | Nueva Zelanda | 2      | 5  | 0 | 2 | 3 | 2  | 15 | -13 |
| 6.  | España        | 1      | 5  | 0 | 1 | 4 | 3  | 9  | -6  |

## Rueda Final

### 5.º/6.º puesto
| 26 de agosto de 2001 09:00                  |       |               |                                                  |
| Nueva Zelanda                               | 2 – 1 | España        | Árbitros: Michele Arnold (AUS) Renée Cohen (NED) |
| Anna Lawrence 9' (pc) Suzie Pearce 33' (pc) |       | Ana Pérez 55' | Árbitros: Michele Arnold (AUS) Renée Cohen (NED) |

### Tercer puesto
| 26 de agosto de 2001 11:30                      |       |                   |                                                |
| Australia                                       | 2 – 1 | China             | Árbitros: Ute Conen (GER) Kazuko Yasueda (JPN) |
| Katrina Powell 48' (pc) Katrina Powell 81' (pc) |       | Tang Chunling 41' | Árbitros: Ute Conen (GER) Kazuko Yasueda (JPN) |

### Final
| 26 de agosto de 2001 14:00                        |       |                                                                        |                                                 |
| Países Bajos                                      | 2 – 3 | Argentina                                                              | Árbitros: Lyn Farrell (NZL) Jane Nockolds (ENG) |
| Julie Deiters 51' (pc) Ageeth Boomgaardt 58' (pc) |       | Cecilia Rognoni 31' (pc) Mercedes Margalot 41' (pc) Karina Masotta 57' | Árbitros: Lyn Farrell (NZL) Jane Nockolds (ENG) |

## Posiciones finales
| Pos | Equipo        |
| --- | ------------- |
|     | Argentina     |
|     | Holanda       |
|     | Australia     |
| 4.  | China         |
| 5.  | Nueva Zelanda |
| 6.  | España        |

## Premios
| Campeonas del Champions Trophy 2001 |
| ----------------------------------- |
| ARGENTINA Primer título             |

| Goleadora         | Mejor Arquera | Mejor Jugadora Joven | Mejor Jugadora |
| ----------------- | ------------- | -------------------- | -------------- |
| Ageeth Boomgaardt | Yali Nie      | Kirsten de Groot     | Luciana Aymar  |

- Datos: Q1061333